# Centro de Tecnología Espacial Aplicada y Microgravedad
El Centro de Tecnología Espacial Aplicada y Microgravedad o ZARM (acrónimo del alemán Zentrum für angewandte Raumfahrttechnologie und Mikrogravitation) es una institución científica de la Universidad de Bremen dedicada a la investigación de tecnología espacial con aplicaciones, entre otras cosas, en física fundamental y gravedad. La institución cuenta con una torre de caída libre, Fallturm Bremen, y emplea a más de 100 personas. Fue fundado en septiembre de 1985.